# Orange (만화)

orange(오렌지)는 다카노 이치고 작화의 로맨스 일본 만화 시리즈이다. 이 시리즈의 주 대상은 소녀 만화와 청년 만화 세대이다. 2012년 별책 마가렛 만화 잡지에서 처음 연재되었으며 나중에 월간 액션을 통해 연재되었다. 2022년 4월 기준으로 7권 단행본으로 수집되었다. 각 챕터들은 크런치롤에 의해 영어로 온라인 출간이 되었으며 인쇄본은 세븐 시즈 엔터테인먼트가 맡았다. 프랑스어판은 아카타(Akata)가 맡았고 폴란드어판은 와네코가 맡았으며 스페인어판은 Ediciones Tomodomo가 맡았다. 실사 영화화 작품 오렌지가 2015년 12월 12일 개봉되었다. 일본의 애니메이션 텔레비전판은 2016년 7월 방영을 시작했다. 이 만화의 스핀오프 작품은 2016년 3월 25일 월간 액션지를 통해 후타바샤에 의해 연재를 시작했다. 애니메이션 극장판 "오렌지: 미래"가 일본에서 2016년 11월 18일 초연되었다.

## 한국어 더빙 캐스트
- 신나리: 타카미야 나호
- 노계현: 나루세 카케루
- 김승준: 스와 히로토
- 채민지: 무라사카 아즈사
- 소연: 치노 타카코
- 박윤아: 나호 마더